# Parc d'État de Big Bend Ranch
Pour les articles homonymes, voir Big Bend.
Ne doit pas être confondu avec Parc national de Big Bend.
Le parc d'État de Big Bend Ranch (en anglais : Big Bend Ranch State Park) est une aire protégée américaine située dans les comtés de Brewster et Presidio, au Texas. C'est le plus grand parc d'État du Texas, il a été créé en 1988.

## Description
Le ranch Big Bend est situé à côté du parc national Big Bend et dont il partage l'écosystème du désert de Chihuahua. Cependant, le parc d'Etat est géré de manière très différente du parc national voisin, dans la mesure où il comprend un réseau d’élevages de bétail exploités selon le principe de l’élevage ouvert. Un troupeau de bœufs longhorn est basé ici. 
Le ranch Big Bend gère 37 km de rives le long du Rio Grande et le rafting y est populaire. Loin de la rivière, les visiteurs peuvent faire de la randonnée, de l'équitation ou du VTT dans l'arrière-pays.

## Flore
La végétation du désert domine le parc, y compris Lechuguilla et Grama. Le sotol, l'ocotillo et le mesquite sont d'autres plantes courantes. Le long du Rio Grande et autour de certaines des sources du parc se trouvent des roseaux, des saules, des peupliers et des frênes. Le parc contient la plupart des populations existantes de chêne Hinckley, déclaré menacé par le gouvernement fédéral.

## Faune
Les animaux communs du parc comprennent le renard gris, le lapin à queue blanche, deux espèces de corbeaux, le cerf mulet, le coyote, sept espèces de hiboux, le rat kangourou, six espèces de pics, un grand roadrunner, deux espèces de vautours, le lièvre à longues oreilles et de nombreuses espèces de lézards. Plus rares sont le couguar, l'aigle royal, le lynx roux ou le faucon pèlerin. À partir de 2011, la direction du parc tente de rétablir une population autonome de mouflons d'Amérique du désert. 

## Chutes d'eau
Le Big Bend Ranch abrite les Madrid Falls, la deuxième plus haute cascade du Texas. Le terrain autour des chutes de Madrid en rend l'accès difficile.

Big Bend State Park
Paysage typique du parc
Formations rocheuses
Rio Grande
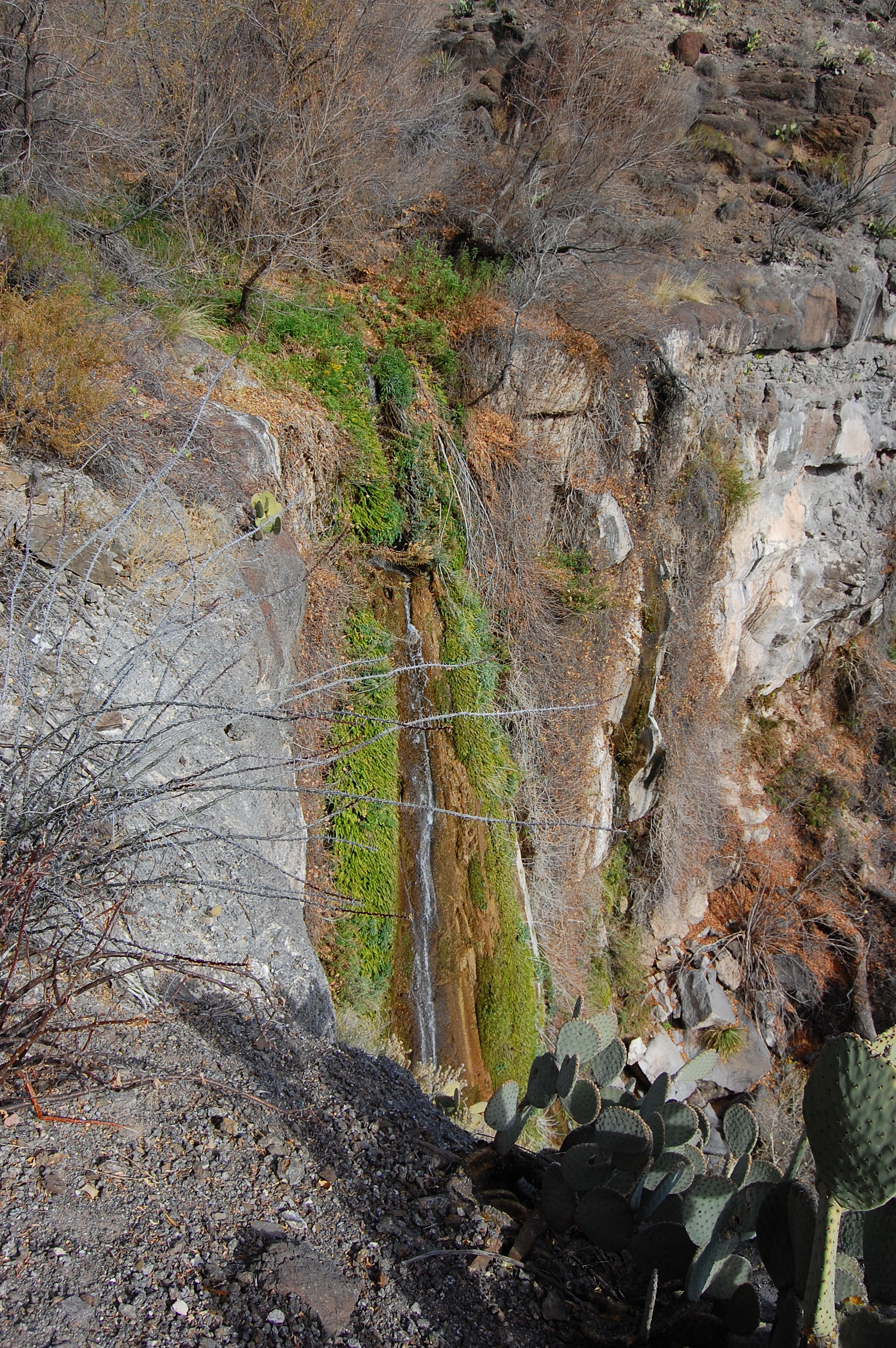
Madrid Falls